# Eikeland
Eikeland este o localitate din comuna Gjerstad, provincia Aust-Agder, Norvegia, cu o suprafață de 0,78 km² și o populație de 585 locuitori (2013).